# Maratón Internacional de Asunción
El Maratón Internacional de Asunción (también conocido por su acrónimo MIA) es un maratón (42,195km) realizado anualmente en el mes de agosto en la ciudad de Asunción, Paraguay.

El evento es organizado por Paraguay Marathon Club y la Federación Paraguaya de Atletismo.

## Ganadores
Los ganadores de cada edición fueron:
     Récord de la prueba
| Año  | Edición | Atleta masculino        | Nacionalidad | Tiempo (h:m:s) | Atleta femenina       | Nacionalidad | Tiempo (h:m:s) | Ref.  |
| ---- | ------- | ----------------------- | ------------ | -------------- | --------------------- | ------------ | -------------- | ----- |
| 2024 | XV      | Derlys Ayala            | Paraguay     | 02:22:58       | Fátima Viviana Romero | Paraguay     | 03:04:08       | [ 2 ] |
| 2023 | XIV     | Héctor Silguero         | Paraguay     | 02:26:32       | Fátima Vázquez        | Paraguay     | 02:52:05       | [ 3 ] |
| 2022 | XIII    | Orlando Javier Elizeche | Paraguay     | 02:32:57       | María Leticia Añazco  | Paraguay     | 03:05:21       | [ 4 ] |
| 2021 | XII     | Héctor Silguero         | Paraguay     | 02:33:33       | Carmen Warkentin      | Paraguay     | 03:03:45       | [ 5 ] |
| 2020 | XI      |                         |              |                |                       |              |                |       |
| 2019 | X       | Orlando Javier Elizeche | Paraguay     | 02:32:00       | Clara Giselle Gómez   | Paraguay     | 03:09:24       | [ 6 ] |
| 2018 | IX      | Derlys Ayala            | Paraguay     | 02:20:44       | Carmen Martínez       | Paraguay     | 02:48:10       | [ 7 ] |
| 2017 | VIII    | Jonathan Cheboswony     | Kenia        | 02:24:28       | Teclah Chebet         | Kenia        | 02:54:19       |       |
| 2016 | VII     | David Bowen             | Kenia        | 02:25:03       | Priscilla Lorchima    | Kenia        | 02:49:14       |       |
| 2015 | VI      | Makula Saidi Juma       | Tanzania     | 02:26:37       | Wilma Arizapana Yucra | Perú         | 02:50:39       | [ 8 ] |
| 2014 | V       | Njoroge Stephen         | Kenia        | 02:21:59       | Carmen Martínez       | Paraguay     | 02:49:37       |       |
| 2013 | IV      | Abel Kiprop Mutai       | Kenia        | 02:24:38       | Carmen Martínez       | Paraguay     | 02:37:06       |       |
| 2012 | III     | Ben Kiplimo Mutai       | Kenia        | 02:22:50       | Eunice Jepkirui Kirwa | Kenia        | 02:33:42       |       |
| 2011 | II      | Anderson Chirchir       | Kenia        | 02:17:35       | Chemtai Rionotukei    | Kenia        | 02:53:10       |       |
| 2010 | I       | Elias Rodrigues Bastos  | Brasil       | 02:27:51       | Gabriela Almada       | Argentina    | 02:55:02       |       |